# Čeplje, Litija
Čeplje so naselje v Občini Litija.